# 쓰지 미유
쓰지 미유(일본어: 辻 美優 1996년 7 월 6일~)는 일본 여성 배우이자, 아이돌, 성우, 모델이다.